# Andrej Wardamacki
Andrej Piatrowicz Wardamacki (biał. Андрэй Пятровіч Вардамацкі, ros. Андрей Петрович Вардомацкий, Andriej Pietrowicz Wardomacki; ur. 14 stycznia 1956 w Jarqoʻrgʻon) – białoruski socjolog, doktor nauk socjologicznych (odpowiednik polskiego stopnia doktora habilitowanego).

## Życiorys
Urodził się 14 stycznia 1956 roku w miejscowości Jarqoʻrgʻon, w obwodzie surchandaryjskim Uzbeckiej SRR, ZSRR. W 1978 roku ukończył Białoruski Uniwersytet Państwowy. W 1983 roku uzyskał stopień kandydata nauk socjologicznych (odpowiednik polskiego stopnia doktora), a 1992 roku – doktora nauk socjologicznych (odpowiednik polskiego stopnia doktora habilitowanego). Od 1978 roku pracował kolejno w Białoruskim Uniwersytecie Państwowym, Instytucie Filozofii i Prawa, Instytucie Socjologii Narodowej Akademii Nauk Białorusi, Białoruskim Instytucie Problemów Kultury. Pełni funkcję kierownika prywatnego laboratorium badań aksjometrycznych „NOWAK” (nowa aksjologia). Według autorów książki „Kto jest kim w Białorusi”, Wardamacki jest jednym z cieszących się największym autorytetem białoruskich socjologów, posiadających własną sieć socjologiczną.

## Prace
- Sistiema moralnoj riegulacyi powiedienija licznosti. Mińsk: 1987. (ros.). Brak numerów stron w książce
- Aksiomietrija – nauka ob izmierienii cennostiej. Mińsk: 1992. (ros.). Brak numerów stron w książce